# Palacio de Liria
El palacio de Liria es una gran mansión urbana en Madrid, construida en el siglo XVIII. Desde principios del XIX es la residencia oficial de la casa de Alba en la capital de España y principal sede de su valiosa colección de arte y archivo histórico. Se ubica en los números 20-22 de la actual calle de la Princesa, en una zona conocida antaño como barrio de los Afligidos. Es considerado el domicilio particular más grande de Madrid (200 estancias en 3500 m²), sus amplios jardines son los únicos de propiedad privada que figuran destacados en muchos planos de la ciudad y ya en la época de su construcción fue considerada la mejor mansión de la aristocracia madrileña, a la que solo superaba el Palacio Real.
Desde 2019 el palacio está abierto al público en horario de mañana y tarde. Además de recorridos en grupo por sus estancias, alberga exposiciones temporales. Buena prueba de su éxito es que en 2024 ha sumado más de 107.000 visitas.

## Construcción en elsigloXVIII
En la construcción del palacio de Liria intervinieron, entre otros arquitectos, el francés Louis Guilbert y Ventura Rodríguez. Sus promotores y primeros propietarios no fueron los duques de Alba de Tormes sino otra saga de la nobleza de España, de origen británico: los duques de Berwick. Fue décadas después de su inauguración cuando el palacio pasó a asociarse a la Casa de Alba, por fusión con la de Berwick.
El primer duque de Berwick, James Fitz-James (1670-1734), fue un hijo ilegítimo del rey Jacobo II de Inglaterra que se labró una larga carrera militar. Tras residir principalmente en Inglaterra y Francia, echó las raíces de su linaje en España cuando entró al servicio del pretendiente francés Felipe de Borbón en la Guerra de Sucesión Española. Por su triunfo en la decisiva batalla de Almansa (1707), el duque de Berwick recibió del nuevo rey Felipe V, primer rey de la dinastía Borbón en España, el ducado de Liria y Jérica así como el Toisón de Oro.
Tras una guerra que había durado más de diez años el contexto político en España seguía siendo inestable, y los duques de Liria decidieron erigir su residencia madrileña en un barrio con gran presencia militar, cerca del Real Alcázar; colindante con su parcela se construía el cuartel del Conde-Duque para las tropas de Guardia de Corps, encargadas de proteger a la familia real.
La construcción del palacio se demoró por diversas causas y finalmente, tras un lapso de cuatro décadas, fue Jacobo Francisco Fitz-James Stuart y Colón de Portugal, III duque de Liria, quien lo impulsó y terminó gracias a las cuantiosas rentas que percibía por el ducado de Veragua. Aunque el duque vivía de manera habitual en París, decidió construir en Madrid una gran mansión al nuevo gusto neoclásico, que encargó al arquitecto Louis Guilbert. Este profesional —del que subsiste poquísima documentación— se inspiró en las residencias urbanas de tipo petit hôtel que estaban de moda en la capital francesa. Las obras se iniciaron hacia 1767, pero se alargaron varios años y Guilbert fue despedido en 1771, debido a deficiencias constructivas en el palacio (aparecieron grietas) y también por sospechas de malversación.
Para culminar los trabajos se recurrió al arquitecto Ventura Rodríguez, a quien los historiadores atribuían los mayores méritos del edificio, pero las últimas investigaciones matizan tal autoría: Guilbert hubo de ser el principal autor y Ventura Rodríguez se habría limitado a rectificar errores técnicos. De hecho ahora se juzga que Liria no encaja en el estilo que él desarrollaba entonces.
La fase de construcción se dio por terminada en 1785 y los interiores fueron rápidamente equipados y decorados: al año siguiente el cronista Joseph Townsend describió el palacio como el más elegante y confortable de la ciudad, y en 1787 el novelista William Beckford lo elogió como «la mansión más espléndida de Madrid». En sus salones se celebraban animadas tertulias, con música, sesiones de dibujo y cenas hasta la madrugada.
En siglos posteriores han seguido visitando Liria más personajes ilustres: Oscar Wilde, Unamuno, Gregorio Marañón, Ortega y Gasset y el crítico de arte Bernard Berenson; compositores como Igor Stravinski y Cole Porter, el pianista Arthur Rubinstein, el egiptólogo Howard Carter, políticos como Winston Churchill y Theodore Roosevelt, estrellas de cine como Charles Chaplin, Audrey Hepburn, Charlton Heston y Sofía Loren, y la familia real española. En 1968 se alojó aquí la antigua reina Victoria Eugenia de Battenberg (en el exilio desde 1931) al regresar fugazmente a Madrid con motivo del bautizo del actual rey Felipe VI de España. Mediante un régimen muy restringido de visitas privadas, han seguido visitando el palacio otras celebridades como el veterano diseñador Valentino y Elizabeth Hurley (en 2015), Richard Gere, Bruce Springsteen y Glenn Close.
En 1802 falleció sin hijos María del Pilar Teresa Cayetana de Silva y Álvarez de Toledo, XIII duquesa de Alba de Tormes y musa de Goya, y fue entonces cuando las casas nobiliarias de Alba y Berwick (Liria) se unieron bajo un mismo titular: su familiar Carlos Miguel Fitz-James Stuart y Silva, quien pasó a ser XIV duque de Alba de Tormes y VII duque de Berwick y quien estaba emparentado con la fallecida duquesa de Alba por ser el sobrino-bisnieto de Fernando de Silva y Álvarez de Toledo, XII duque Alba de Tormes y abuelo de la XIII duquesa de Alba de Tormes.
Las propiedades que el nuevo duque heredó no incluyeron la residencia habitual de su tía tercera, el palacio de Buenavista, adquirido por el Ayuntamiento de Madrid, por lo que la saga Berwick-Alba mantuvo Liria como su domicilio principal. Buenavista pasó a manos de Manuel Godoy, cedido por el Ayuntamiento, y actualmente es Cuartel General del Ejército. La otra importante residencia de la difunta duquesa de Alba, el palacio de la Moncloa, tampoco pasó a los Berwick ya que, a su fallecimiento, el rey Carlos IV lo adquirió junto con la huerta para añadirlos al Real Sitio de la Florida que, a partir de entonces, fue conocido como el Real Sitio de la Moncloa.
Liria fue ligeramente reformado hacia 1900 por Edwin Lutyens, pero dichos cambios no subsistieron al incendio que arrasó sus interiores en 1936, tras el cual fue reconstruido según planos del mismo arquitecto inglés.

## Nombre del edificio
El origen de la denominación del palacio de Liria se debió a que don Carlos Bernardo Fitz-James Stuart y Silva, IV duque de Liria y Jérica había nacido en la localidad valenciana de Liria, porque sus padres se habían instalado entre los años 1751 y 1753 en la Casa de la Vila de Liria, edificio conocido también por el nombre de palacio de los Duques de Liria. El duque Carlos era el hijo de Jacobo Francisco Fitz-James Stuart y Colón de Portugal, III duque de Liria y Jérica y III duque de Berwick, y de su esposa María Teresa de Silva y Álvarez de Toledo, hermana de Fernando de Silva y Álvarez de Toledo, XII duque de Alba de Tormes.
Durante meses la duquesa había intentado en vano quedarse encinta, y ya desesperada por la situación, ocurrió que la duquesa engendró y dio a luz en la localidad valenciana a su primogénito y único hijo varón: Carlos Bernardo Fitz-James Stuart y Silva. En agradecimiento a tan buen recuerdo, el duque nombró como palacio de Liria al palacio que años más tarde se construyó en Madrid.

## Descripción del edificio

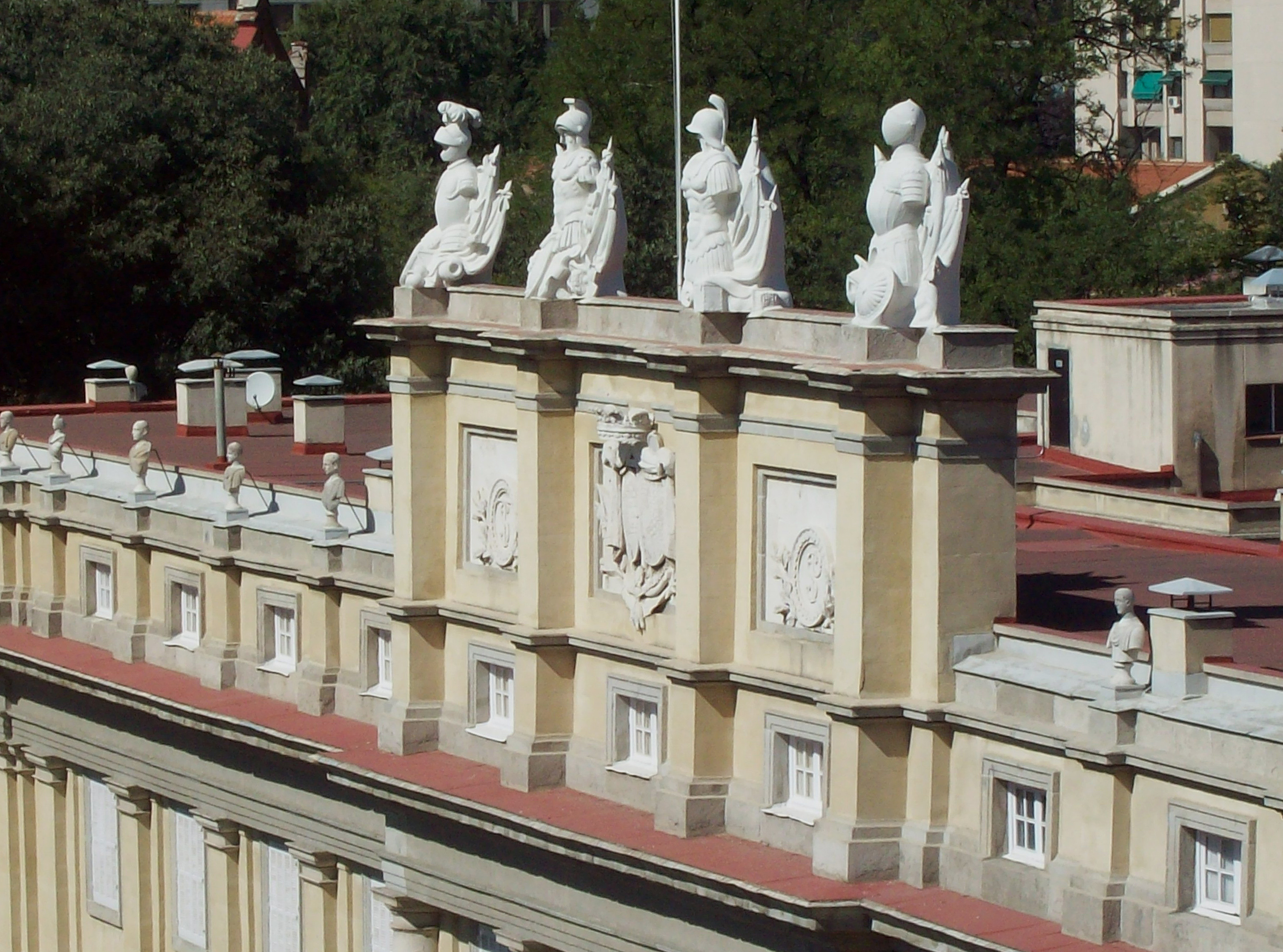
La espadaña del palacio de Liria.

Aunque llamado por algún experto «el hermano menor del Palacio Real», el palacio de Liria difiere bastante de aquel, pues fue diseñado de acuerdo a los nuevos gustos en boga en París, en lugar de imitar la arquitectura de raíz italiana implantada en los Reales Sitios por arquitectos como Juan Bautista Sacchetti y Francesco Sabatini. Al margen de sus tesoros artísticos, Liria es seguramente el mejor edificio civil del siglo XVIII que subsiste en el centro de Madrid, solo superado por la citada residencia real; ya en origen era el palacio más confortable y moderno, y en siglos posteriores casi todas las grandes mansiones de su época han resultado demolidas o muy alteradas.
La actual residencia de los Alba es un ejemplo típico del naciente neoclasicismo del siglo XVIII, que dejaba atrás la exuberancia del rococó y del estilo churrigueresco español para adoptar recetas de los palacios urbanos parisinos. Dentro de una simetría rigurosa, recupera las pilastras y columnas de tradición clásica en un afán de grandeza que evita la monotonía gracias al contraste de formas y materiales.
Al modo de los palacios franceses, la mansión es exenta y se ubica en el centro de una amplia parcela vallada, no en primera línea de la calle. Ello puede deberse a razones de seguridad, al igual que la elección del lugar, cerca del Cuartel del Conde-Duque. El jardín delantero hubo de ser inicialmente una explanada despejada, a modo de cour d'honneur o plaza de armas, pero en la actualidad está poblado por árboles de acuerdo con la estética romántica inglesa. El jardín trasero es geométrico al modo de Versalles, con parterres delineados por setos. Sufrió diversos cambios en los siglos XVIII y XIX, y en 1915 recobró su estética versallesca gracias a una reforma del famoso paisajista Nicolas Forestier.
La planta del edificio adopta la forma de un rectángulo inusualmente alargado, al contrario de lo habitual en los palacios españoles, más cuadrados y con grandes patios interiores. Como fachadas principales se eligieron los dos lados más amplios del bloque (orientados a la calle Princesa y al jardín privado) los cuales dominan los jardines a modo de telón o decorado; un efecto más estético que práctico, que magnifica la presencia del edificio. Visto de costado Liria parece más bien estrecho, dentro de su gran tamaño: 3500 metros cuadrados distribuidos en 200 habitaciones, de las que 26 son salones.
La fachada se divide en tres franjas horizontales. La baja es de piedra almohadillada, solución de Guilbert que Ventura Rodríguez respetó en parte al encontrársela ya construida. La planta noble realmente incluye dos pisos (uno con balcones y otro superior con ventanas) y el edificio se remata con una tercera franja de ventanas en forma de friso o arquitrabe, que tiene un desarrollo singularmente grande, acaso para encubrir el tejado.
A pesar de su longitud, la fachada evita la monotonía dividiéndose visualmente en cinco cuerpos. El cuerpo central tetrástilo (con cuatro columnas) recuerda a la fachada sur del Palacio Real de La Granja. En la parte superior, se corona con una espadaña con temas heráldicos. Dicho cuerpo divide simétricamente la fachada; lo flanquean dos tramos más amplios de ventanas y balcones entre pilastras de orden gigante. La fachada termina en ambos extremos con otros dos tramos realizados con dobles pilastras. La trasera del edificio sigue la misma tónica, aunque sustituye la espadaña superior por cuatro esculturas de «trofeos».
Las dos fachadas laterales son más discretas, aunque no carecen de encanto (según opinaba el arquitecto Fernando Chueca Goitia). Debido a un desnivel del terreno, tienen soterrada la planta baja y conectan con los jardines mediante escalinatas.
Según lo habitual en las antiguas mansiones europeas, el palacio concentra sus estancias más importantes en la primera planta, la noble, enfiladas y con balcones hacia los jardines. Son salones de representación a la antigua usanza, no pensados para el uso cotidiano sino para la exhibición de las colecciones familiares. Los huecos interiores quedan reservados a las escaleras, la capilla y espacios de importancia menor. En la planta baja destaca la amplia biblioteca, con unos 9000 libros, y la planta alta cuenta con salones más pequeños e informales, si bien igualmente decorados con pinturas y antigüedades. Los extremos del edificio albergan salas más reducidas, que son las actualmente ocupadas como vivienda y a las que se accede directamente por un ascensor.

## El palacio en elsigloXIX: esplendor y ventas
La actual riqueza artística del palacio de Liria tardó en llegar pues fue producto de diversas peripecias. Exceptuando unas pocas pinturas, el grueso de la colección se ha ido sumando en los siglos XIX y XX.
María del Pilar Teresa Cayetana de Silva y Álvarez de Toledo —conocida como la duquesa Cayetana y como la musa de Goya— murió en 1802 sin hijos, y el título de Alba se unió al de Liria en su sobrino tercero Carlos Miguel, del linaje Berwick, que solo contaba ocho años de edad. Este quiebro genealógico se vio ensombrecido por un litigio: el nuevo duque y su familia no aceptaban el testamento de Cayetana, quien —careciendo de hijos o herederos directos— había repartido gran parte de sus bienes entre varios amigos. De la fastuosa colección artística de los Alba, el duque Carlos Miguel recibió solo 32 cuadros. Otros habían pasado a manos de Manuel Godoy y terminaron en museos extranjeros; entre ellos, la Venus del espejo de Velázquez, La educación de Cupido de Correggio y La Madonna de Alba de Rafael.
Durante la Guerra de la Independencia el joven XIV duque residió en Francia y, una vez pacificada Europa tras la derrota de Napoleón, emprendió un largo viaje por varios países. En Viena e Italia dio rienda suelta a su vida social y de mecenas: apoyó económicamente a varios artistas, costeó lujosas fiestas de disfraces, y compró pinturas de viejos maestros como Fra Angélico (Virgen de la granada), Perugino, Tiziano y Rembrandt. Además encargó varios cuadros a un pintor francés entonces emergente, Ingres, y sumó varios bustos y estatuas de Lorenzo Bartolini y de dos jóvenes artistas españoles que trabajaban en Roma: José Álvarez Cubero y Antonio Solá. También reunió varias esculturas romanas y cerámicas griegas (a día de hoy se conservan 37 en el palacio), con las que pretendía abrir una galería que contribuyese a la formación de los artistas madrileños. Este incipiente museo privado iba a construirse en los jardines de Liria con planos de Isidro González Velázquez, pero no llegó a hacerse realidad.
En nueve años de periplo por Europa el duque Carlos Miguel sumó alrededor de doscientas pinturas, entre ellas muchas de las joyas italianas conservadas en Liria. Pero su Grand Tour se saldó con un desfase presupuestario: había gastado demasiado, sus rentas en España menguaban, y para pagar las deudas tuvo que malvender más de ochenta piezas. Entre ellas, unos tapices de Los Hechos de los Apóstoles de Rafael que habían pertenecido a Carlos I de Inglaterra.

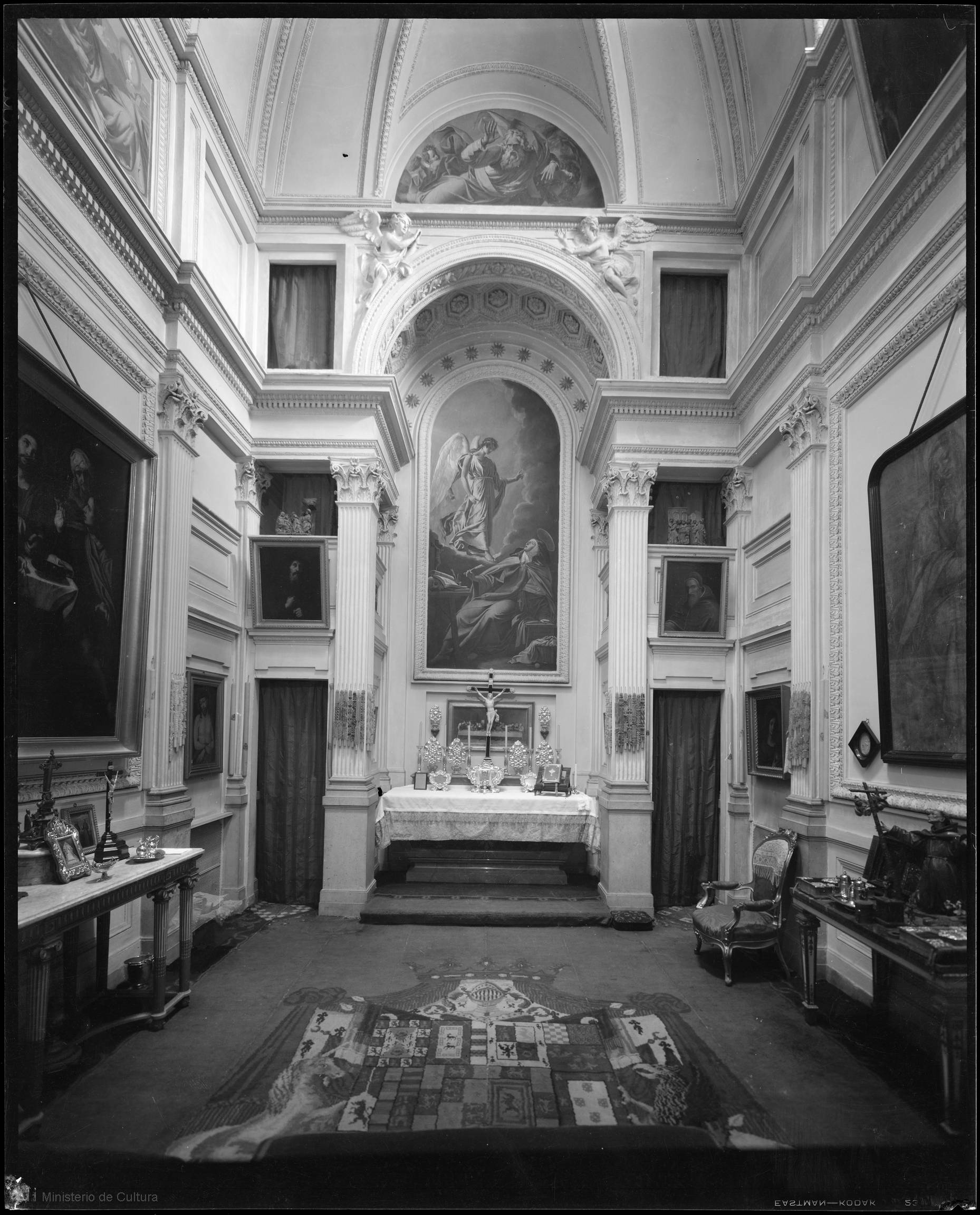
Capilla

La crisis económica se prolongó durante años en la Casa de Alba, y al menos en dos ocasiones (1840 y 1877) los siguientes duques pusieron en venta más obras de arte en París. Afortunadamente para la actual colección, varias pinturas importantes no llegaron a venderse (como un retrato de Murillo) y otras piezas fueron recompradas y terminarían volviendo al palacio. El acervo artístico se enriqueció también gracias al parentesco entre los Alba y Eugenia de Montijo: la exemperatriz de Francia falleció en 1920 en el palacio de Liria, al que aportó diversas pinturas, objetos decorativos y joyas. Destacan un gran retrato que le hizo Winterhalter, el cuadro de Goya La marquesa de Lazán, una tabla de Teniers, El marqués de Aytona a caballo atribuido a Van Dyck, una valiosa mesa de escritorio de estilo imperio, porcelanas de Sèvres y una deslumbrante diadema de diamantes y grandes perlas. Sería lucida por la XVIII duquesa Cayetana en su primera boda en 1947, y también la usó su hija Eugenia Martínez de Irujo en sus nupcias con Francisco Rivera Ordóñez.

## Reconstrucción tras la guerra civil española
Apenas iniciada la guerra civil española el palacio de Liria fue incautado por el PC para su protección. Pero el 17 de noviembre de 1936, resultó destruido casi por completo, mientras Jacobo Fitz-James Stuart y Falcó, el viudo XVII duque de Alba, residía con su única hija Cayetana en Londres; quedaron en pie tan solo las fachadas. El suceso se debió a varios proyectiles de aviones franquistas que cayeron sobre el edificio y causaron un incendio imposible de atajar; siniestro del que luego la propaganda franquista culpó al bando republicano. Por suerte, las pinturas y demás obras artísticas de mayor valor habían sido retiradas por orden del duque a otros edificios como el Banco de España o la embajada británica, y la documentación más importante se protegía en cajas metálicas, que se pudieron recuperar. También se salvaron numerosos muebles, tapices y armaduras, sacados al exterior por empleados de la casa y voluntarios republicanos. No tuvo igual suerte la enorme colección de libros y obras en papel, con unos 6000 grabados y dibujos; muchos se quemaron y otros resultaron dañados por la lluvia tras arrojarse al jardín. De aquel episodio dejó testimonio el poeta y ensayista Antonio Machado:

Los museos son el recinto de la historia del espíritu, del pasado espiritual. Los fascistas los bombardean e incendian. El pueblo monta guardias en el Museo del Prado, en la Biblioteca Nacional, en el palacio del duque de Alba... [...] El amor que yo he visto en los milicianos guardando el palacio del duque de Alba sólo tiene comparación con el furor de los fascistas destruyendo.

Tras el bombardeo se acordó el traslado de las obras de arte a Valencia, como se estaba realizando con los depósitos del Museo del Prado, pero el Comité Provincial del PC se negó a entregarlas a la Junta Delegada de Madrid de Protección del Patrimonio Artístico y se encargó del traslado por su cuenta, organizando con ellas a su llegada a Valencia una exposición con fines de propaganda en el Colegio del Patriarca.
La reconstrucción del palacio (1948-56) tuvo que ser impulsada por la nueva duquesa Cayetana y su primer marido, pues el viejo duque falleció en 1953, cuando solo se habían efectuado los trabajos de cimentación. Ella conservó el palacio porque se lo había prometido a su padre; de no haber sido así, el solar previsiblemente se habría vendido y ahora estaría ocupado con bloques de viviendas. En las obras la duquesa invirtió una fortuna; según algunas fuentes, la mitad de todo lo que tenía. Durante este periodo los Alba exhibieron parte de su colección en un inmueble cercano, al que llamaron «el museíllo». Su ordenación sería tenida en cuenta cuando los cuadros volvieron a colgarse en Liria.
La reconstrucción del palacio permitió crear nuevos salones con decoración y nombres de acuerdo a las colecciones artísticas: Salón Estuardo, Salón italiano, Salón del Gran Duque, Salón español, Salón Goya... El proyecto fue dirigido por el noble arquitecto Manuel Cabanyes Mata siguiendo planos elaborados años antes por el difunto Edwin Lutyens, viejo conocido de la familia y famoso por su ordenación urbana de Nueva Delhi. Los mayores cambios se introdujeron en la escalera principal, de un solo brazo pero más ancho y embellecida con columnas y balaustres.
También la capilla con lienzos de Josep Maria Sert se había desmoronado en parte; se reconstruyó y mantiene (si bien incompleta) su anterior decoración. En la planta baja la biblioteca se rehízo en madera, que posteriormente fue pintada de verde imitando los acabados originales de malaquita, perdidos en el incendio.
El palacio fue redecorado a la antigua: techos con molduras y casetones, suelos de parqué, paredes enteladas, chimeneas de mármol, grandes lámparas de araña, muebles de estilo rococó... La ambientación fue tan historicista que apenas se percibe que es una recreación moderna. El recibidor está pavimentado con mármoles y teselas con el año 1953, fecha que alude al fallecido duque de Alba y no a la conclusión de las obras, que fue tres años después. El friso de la escalera muestra un lema de Cicerón en latín; alude a conservar el legado de los antepasados.
La inauguración de Liria ya reconstruido tuvo lugar el 13 de junio de 1956.
En 1959, la duquesa Cayetana y el alcalde conde de Mayalde del Ayuntamiento de Madrid, colocaron una placa conmemorativa que decía:

ESTE PALACIO JOYA ARQUITECTÓNICA
DEL SIGLO XVIII
DESTRUIDO DURANTE
LA GVERRA DE LIBERACIÓN
FUE RECONSTRUIDO POR EL Excm.
Sr. D. JACOBO ESTVART Y FALCO
DVQUE DE BERWICK Y DE ALBA
EN EL AÑO MCMLIII
EL AYVNTAMIENTO DE MADRID
LE DEDICA ESTE RECUERDO
EN RECONOCIMIENTO A SV NOBLE RASGO
MADRID MCMLIX

Posteriormente esta placa sería reemplazada por otra, donde se sustituyó la discutible alusión «guerra de liberación» por otra más neutra.
El palacio recobró su protagonismo en la vida social de Madrid rápidamente, y ya en 1959 albergó con fines benéficos un desfile de modelos con la nueva colección de Christian Dior, al que acudió el nuevo diseñador de dicha firma francesa: Yves Saint Laurent. Se vendieron 2000 entradas a 500 pesetas, precio muy elevado para la época.
El palacio de Liria sigue perteneciendo a la casa de Alba y es residencia oficial de su jefe, como poseedor del título de duque de Liria y Jérica. Al igual que otras propiedades históricas de la familia, es gestionado por la Fundación Casa de Alba. En 1974 fue declarado Bien de Interés Cultural.

## Colecciones artísticas

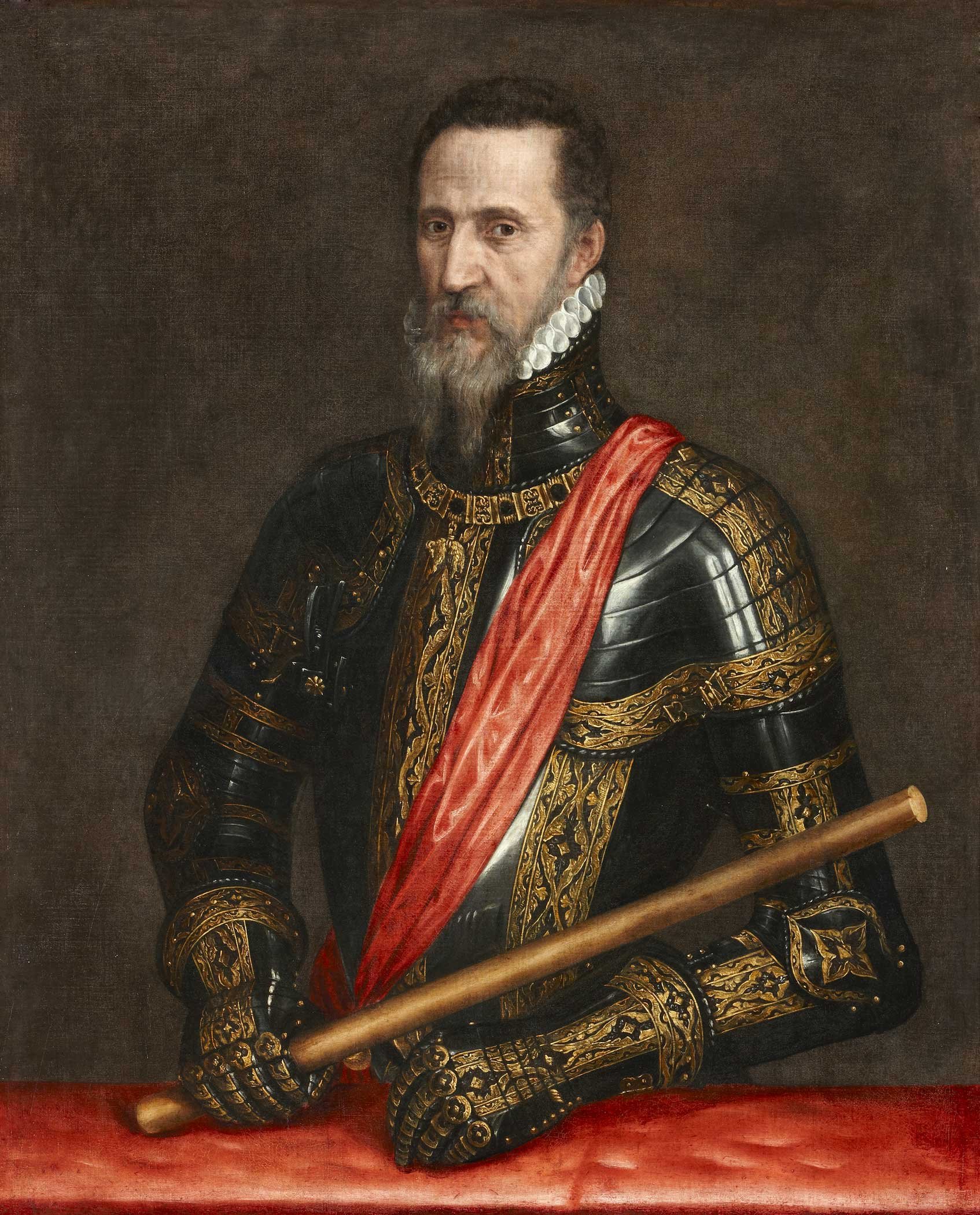
El Gran duque de Alba, en un retrato conservado en el palacio. Tradicionalmente la obra había sido atribuida a Tiziano, pero Fernando Checa asigna su autoría a Antonio Moro, mientras que Koenraad Jonckheere, en cambio, lo atribuye a Willem Key.

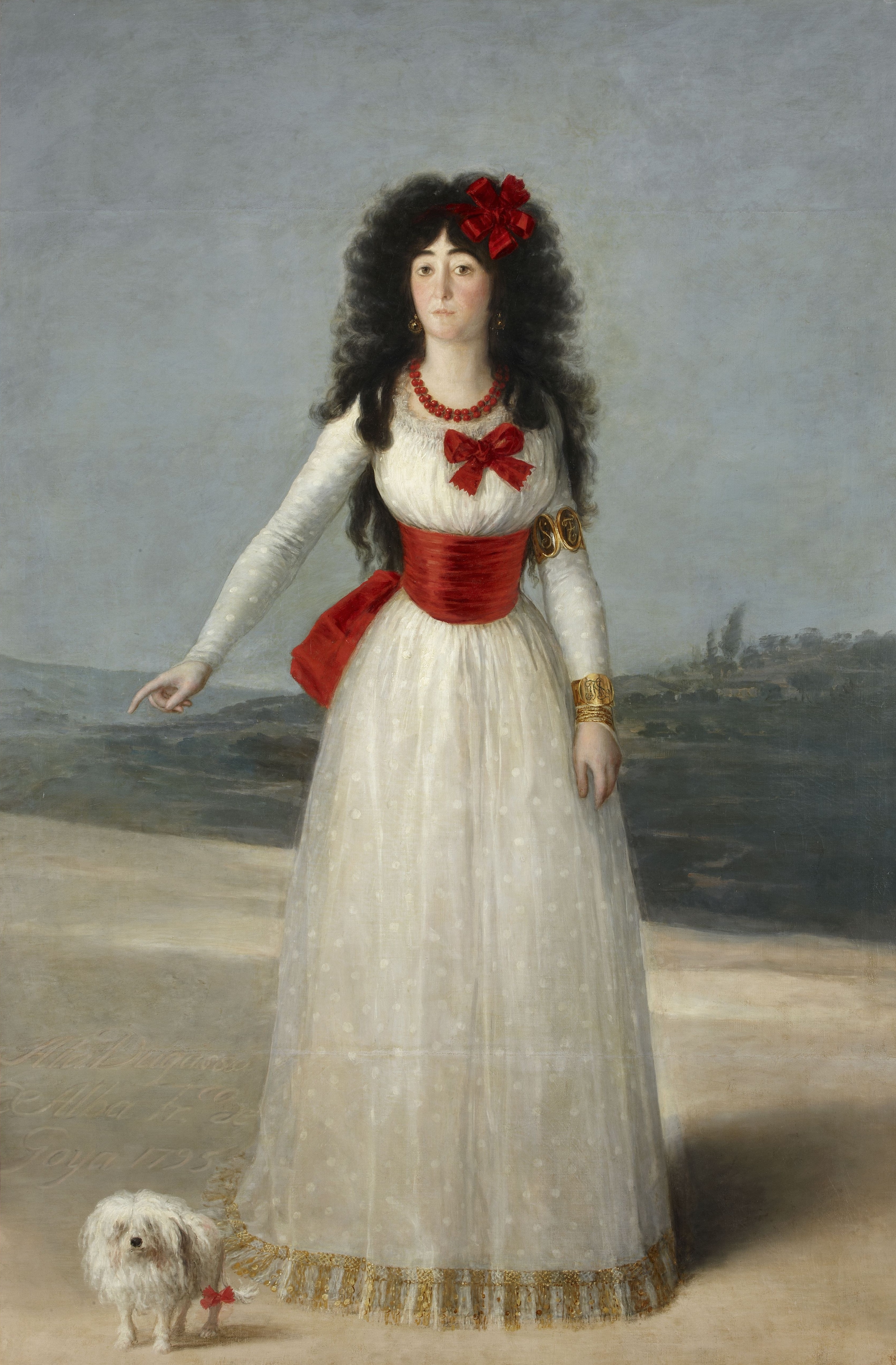
La duquesa de Alba con vestido blanco, cuadro de Goya y uno de los principales tesoros pictóricos del palacio de Liria.

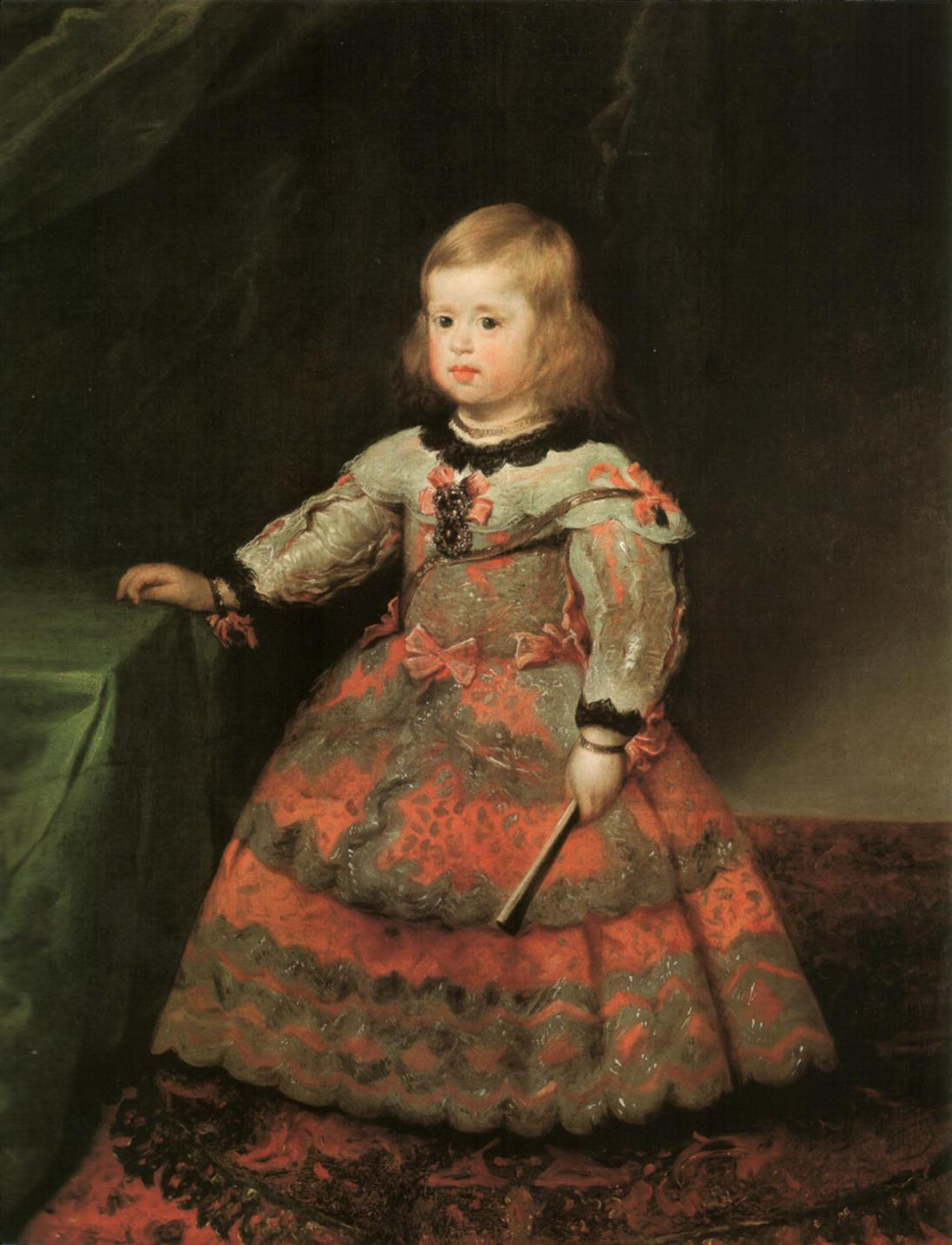
Retrato de la infanta Margarita, tradicionalmente atribuido a Velázquez.

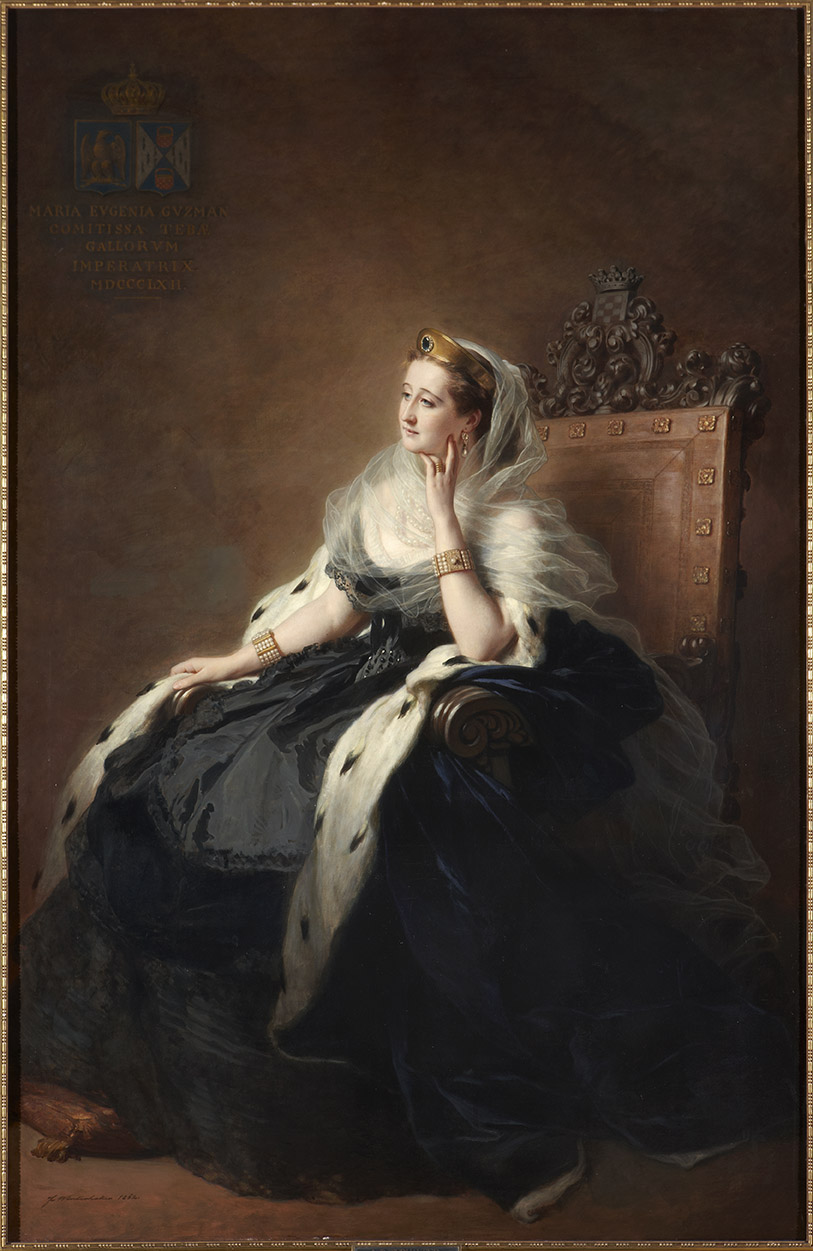
Retrato de Eugenia de Montijo, emperatriz de Francia, pintado por Winterhalter y conservado en el palacio de Liria. Encargado por la emperatriz como regalo para la familia ducal, por lo que se situó el escudo familiar en la parte superior del respaldo del sillón.

Los tesoros artísticos, históricos y bibliográficos que alberga el palacio de Liria son asombrosos, en especial tratándose de una colección privada. Casi todas las colecciones de similar importancia resultaron desmembradas, por lo que ésta es una rarísima excepción. Con todo, hay que precisar que debido a cuestiones de herencia y a necesidades económicas, en fecha reciente han abandonado la colección varias pinturas singulares, de Fra Angélico, Antonio Joli y Marc Chagall. Las dos piezas de Joli y una pintura de Renoir (Muchacha con sombrero de Cerezas) según informaron fuentes informativas fueron regaladas a Fernando Fitz-James Stuart por su padre, el actual Duque de Alba, la primera en solitario y las dos obras de Joli en copropiedad con su hermano menor Carlos Arturo, Conde de Osorno.
En las últimas décadas, la Casa de Alba ha ido aumentando el préstamo de obras de arte para exposiciones, tanto piezas sueltas como muestras completas. Una selección de obras se expuso en 1987, en Madrid y Barcelona, bajo patrocinio de La Caixa, y entre octubre de 2009 y enero de 2010 se mostró otro conjunto de unas 40 piezas en el Museo de Bellas Artes de Sevilla, con patrocinio de Cajasol. Otra muestra más ambiciosa, con unas 150 piezas, se abrió en el espacio de exposiciones CentroCentro de Madrid (palacio de Telecomunicaciones) en diciembre de 2012; incluyó como gran primicia documentos manuscritos de Cristóbal Colón y pinturas que no se habían prestado en decenios, como la famosa tabla de Fra Angélico Virgen de la granada (que sería adquirida por el Museo del Prado en enero de 2016 por 18 millones de Euros). A finales de 2015 la colección ducal dio el salto al circuito internacional: envió unas 130 piezas al Museo Meadows de Dallas coincidiendo con el 50.º aniversario de esta pinacoteca, y al año siguiente esta muestra recaló en Nashville, Tennessee (Frist Center for the Visual Arts).

### Retratos ducales: delsigloXVa Zuloaga
Entre las pinturas más destacadas que decoran el palacio de Liria (el total ronda las 350) sobresalen las efigies de los sucesivos duques, plasmadas a lo largo de cinco siglos por artistas como el Maestro de la Virgo inter Virgines (La Anunciación con el I duque de Alba), Christoph Amberger, Antonio Moro, Louis-Michel van Loo, Mengs, Goya, Agustín Esteve, Federico y Raimundo de Madrazo, Sorolla, Daniel Vázquez Díaz, Ignacio Zuloaga y Fernando Álvarez de Sotomayor.
Especialmente célebres son el Retrato del Gran duque de Alba -tradicional retrato de Don Fernando Álvarez de Toledo, III duque de Alba (1507-1582), creído de Tiziano y ahora atribuido a Antonio Moro- y el de La duquesa Cayetana con vestido blanco, de Goya. Llama la atención un retrato ecuestre de su sucesora homónima, Cayetana Fitz-James Stuart, a los tres años de edad, pintado por Ignacio Zuloaga; monta un caballo poni y la rodean mascotas y juguetes como uno de los primeros muñecos comercializados de Mickey Mouse, con un diseño bastante diferente al actual. También son dignos de mención dos retratos de su padre el XVII duque dibujados por Sargent y Ramón Casas.

### Pintura italiana: de Perugino y Tiziano a Guardi
La pinacoteca de los Alba en el palacio de Liria incluye numerosas obras italianas. El repertorio del Renacimiento es inusual en colecciones españolas; hasta su reciente venta al Prado, lo abría cronológicamente la Virgen de la granada de Fra Angélico, cuyo excepcional estado de conservación fue elogiado hace pocos años por el entonces director del Museo Metropolitano de Nueva York, Philippe de Montebello. Buena prueba de la gran importancia de esta tabla es que en 2005 dicho museo pidió su préstamo para una exposición, pero le fue denegado por evitar riesgos en el transporte.
Otras obras italianas a mencionar pertenecientes a los siglos XV y XVI son una Natividad de Pietro Perugino, Sagrada Familia de Andrea Previtali, La Virgen adorando al Niño de Mariotto Albertinelli, Psique y Cupido de Pordenone, Descendimiento de la cruz de Luca Antonio Busati, Cristo y dos santos ante Venecia de Bonifazio de Pitati, Venus y Marte de Lavinia Fontana (antes creído de Carletto Veronese), una tabla atribuida a Garofalo y una excelente Sagrada Familia copiada de Rafael Sanzio (que el duque Carlos Miguel compró como original por una elevada suma). Genera creciente interés una pequeña pintura de El Niño Jesús abrazado al cordero, presumiblemente producida en el taller de Leonardo da Vinci; en 2021 el Museo del Prado la ha incluido en una exposición sobre su versión de La Gioconda. El gran cartón La Virgen con el Niño que se atribuía a Fra Bartolommeo, ahora se ha identificado como obra de Giuseppe Cesari (artista más conocido por su apodo caballero de Arpino) . El salón italiano de Liria exhibe también retratos creídos de Bronzino (Cosme I de Médici) y Giorgio Vasari; otro que se atribuía a Veronés (Supuesto retrato de Bianca Cappello) se asigna ahora a Michele Tosini. Los últimos catálogos y reseñas matizan estas y otras viejas atribuciones, pero no siempre con resultados adversos; un gran lienzo de La Última Cena, de autoría dudosa, fue desvelado por un experto italiano como original de Tiziano. A raíz de esta atribución, en septiembre de 2007 este cuadro fue prestado a una exposición en Belluno (Italia), y también ha figurado como obra tizianesca en la exposición de Sevilla. Anteriormente se consideraba posible obra de Palma el Viejo. Sí es obra de Palma, y de soberbia calidad, un Retrato de hombre joven elogiado por el experto Fernando Checa como una de las mejores pinturas de la colección.
La pintura italiana de los siglos XVII y XVIII no decae en la colección ducal: Judith con la cabeza de Holofernes de Cristofano Allori, San Lucas de Guido Reni, Ecce Homo de Guercino, dos obras de Andrea Vaccaro (Magdalena penitente y La expulsión del Paraíso), La Virgen y el Niño de Carlo Maratta, Capricho arquitectónico con figuras de Francesco Guardi y ejemplos de Elisabetta Sirani y Giovanni Pannini. De Sirani es una pareja de lienzos del Arcángel san Gabriel y la Virgen de la Anunciación; son posiblemente los únicos ejemplos de esta pintora conservados en España. Es digna de mención la sensual Alegoría de la Verdad de Francesco Furini; no es el único ejemplo de Furini que posee la casa de Alba ya que su gran cuadro La creación de Eva cuelga en el sevillano palacio de Dueñas. Hay que precisar que si bien Liria acumula gran parte de la colección familiar, hay pinturas valiosas en otras residencias; baste citar en Salamanca Jasón y el dragón de Salvatore Rosa y un Retrato del Gran Duque de Alba de Alonso Sánchez Coello.

### Pintura flamenca y holandesa: Rembrandt, Rubens...
El grupo de pinturas flamencas y holandesas es también importante en el palacio de Liria, y tiene por principal atractivo el Paisaje con ruinas tradicionalmente asignado a Rembrandt, si bien no consta en los catálogos del artista debido a que se ha expuesto poco y queda pendiente su estudio en profundidad. De ser pintura original de Rembrandt, sería una de las apenas cuatro existentes en España. Las otras tres son un Autorretrato con gorra y dos cadenas del Museo Thyssen-Bornemisza, Retrato de una joven con gorro negro (colección de Juan Abelló) y la famosa Judit del Museo del Prado (antes identificada como Artemisa).
La colección incluye otros paisajes holandeses debidos a Jacob van Ruisdael, Simon de Vlieger y Willem van de Velde el Joven, el gran retrato El cardenal infante a caballo de Gaspar de Crayer, otro de similar formato de Paul van Somer I (Ana de Dinamarca, esposa de Jacobo I de Inglaterra) y varias obras de Rubens, como un Retrato de Felipe IV, el paisaje Camino del mercado y dos copias que hizo de retratos de Tiziano: El Gran duque de Alba joven, y Carlos I y la emperatriz Isabel. Se atribuía a Jacob Jordaens el óleo Artemisa, pero ahora se asigna a Gerard Seghers. Otras obras flamencas de interés se deben a Roland de Mois (Retrato de Gonzalo de Chacón), David Teniers el Joven (Hombre acariciando a una muchacha), Cornelis de Vos (Retrato de niño) y Jan Brueghel de Velours (Noli me tangere; con figuras creídas de Rubens).

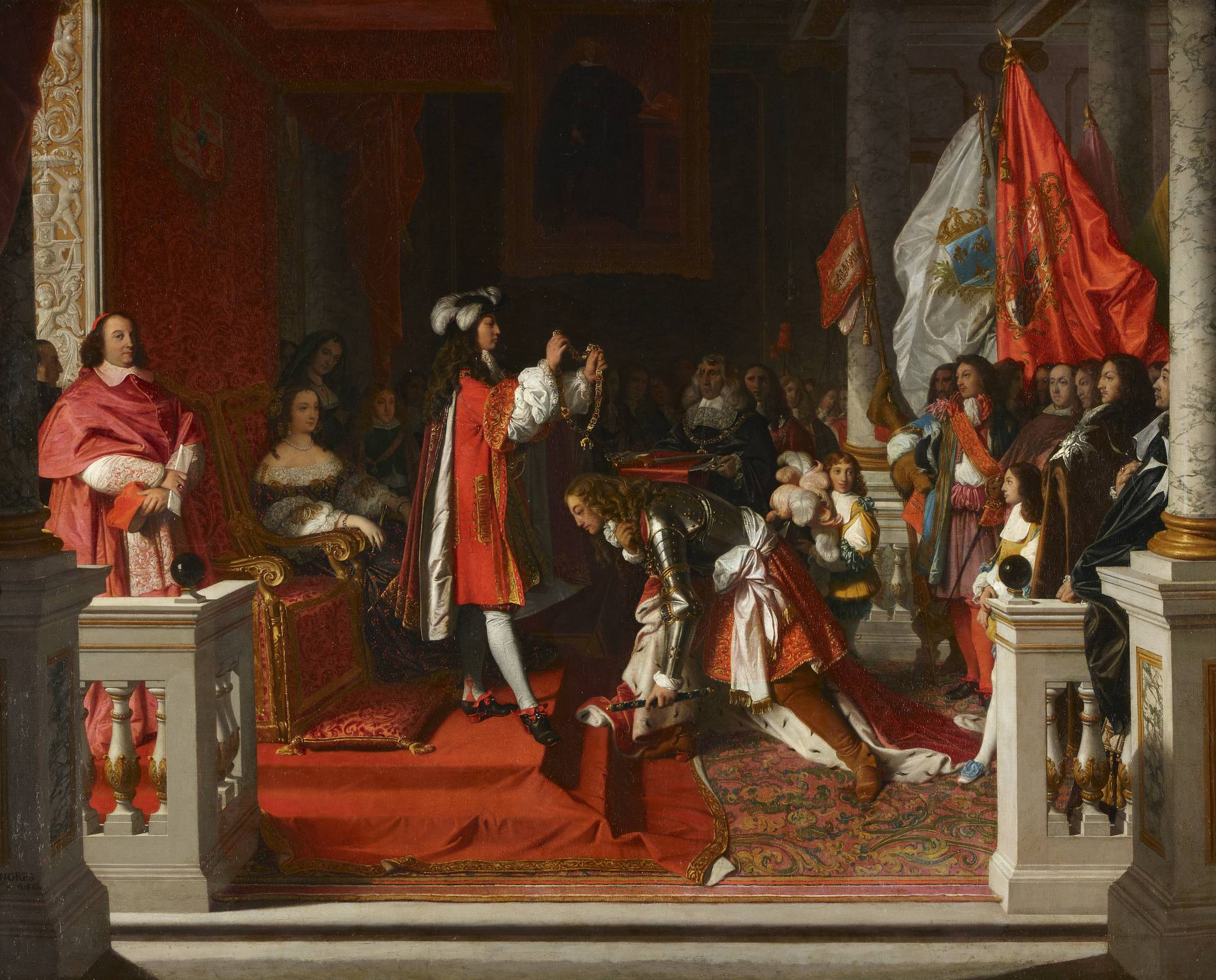
La imposición del Toisón de Oro al duque de Berwick, cuadro de Ingres.

### Pintura española: El Greco, Ribera, Murillo...
En la colección de la Casa de Alba el repertorio de pintura española incluye a casi todos los grandes maestros desde El Greco (Cristo crucificado) hasta Alejandro Ferrant e Ignacio Zuloaga, si bien algunas piezas concretas (como una tenebrista Coronación de espinas y dos paisajes, los tres pintados por José de Ribera) no se conservan en Liria sino en otros edificios de la familia en Salamanca (palacio de Monterrey) y Sevilla (palacio de Dueñas). Es famoso el Retrato de la Infanta Margarita tradicionalmente atribuido a Velázquez, si bien los últimos análisis apuntan a que es réplica debida a un ayudante. Un San Onofre al estilo de Ribera se considera ahora una imitación de su discípulo Luca Giordano, autor también de una Sagrada Familia (h. 1695). Mayor importancia entraña El canónigo Miranda, uno de los escasos retratos de Murillo, que se acompaña de ejemplos de Zurbarán (Santo Domingo de Guzmán), Ignacio Iriarte (Paisaje) y Francisco Rizi (El lobero del rey).

### Ingres, Mengs...
Se debe al mecenazgo del duque Carlos Miguel el único cuadro de Ingres existente en España y que cuelga en el palacio de Liria: La imposición del Toisón de Oro al duque de Berwick (1818), que se acompaña de una repetición en dibujo con variantes (un ricordo), que Ingres dedicó y regaló a un ayudante del duque. El encargo ducal a Ingres constaba al menos de tres pinturas, si bien el artista apenas llegó a producir dos; la segunda (El duque de Alba recibe la bendición del Papa en Santa Gúdula de Bruselas) quedó inacabada, fue propiedad de Edgar Degas, luego de Hermann Goering, y ahora pertenece al Museo del Louvre, que lo tiene depositado en el Museo Ingres de Montauban (Francia) . El Museo J. Paul Getty de California guarda un dibujo preparatorio para esta segunda obra. Además Ingres dibujó un retrato de la madre del duque, la marquesa de Ariza, actualmente en los Uffizi de Florencia.
La pinacoteca de los Alba incluye además varias pinturas de Mengs (como un Autorretrato y el retrato del XII duque de Alba, Fernando de Silva Álvarez de Toledo), Jean-Baptiste Isabey, Charles Parrocel, Winterhalter y más retratos de autores británicos como Godfrey Kneller (El I duque de Berwick), George Romney (Richard Palmer, 1787), Joshua Reynolds (La actriz Mrs. Porter, 1757) y Henry Raeburn así como alguna obra de tema ecuestre de George Stubbs. Resta por mencionar la veduta El puente de Westminster, que si bien recuerda a Canaletto el experto Juan J. Luna la atribuía a Samuel Scott.

### SiglosXIXyXX: Corot, Renoir, Picasso...
La colección artística en el palacio de Liria siguió creciendo en las décadas de 1950-1970 con la duquesa Cayetana, quien incorporó pinturas de maestros muy cotizados del impresionismo y posteriores cuando todavía eran asequibles: Corot (Paisaje con pequeña vaquera), Eugène Boudin (Vista de Trouville), Henri Fantin-Latour (Bouquet con rosas), Renoir (Muchacha con sombrero de cerezas ), Picasso (el collage Composición cubista, 1920), Joan Miró, Salvador Dalí...
Un reciente reparto de herencia ha implicado la salida y venta de un bodegón de Marc Chagall (Jarrón de flores junto a una ventana). Aunque otras fuentes indican que esta obra fue entregada en vida por la Duquesa a su hijo Jacobo, Conde de Siruela.

### Grabados y documentos
El palacio de Liria alberga así mismo una treintena de valiosos grabados de Mantegna (Cristo bajando al Limbo), Durero (Caballero, la Muerte y el Diablo), Lucas van Leyden, Van Dyck y Rembrandt (La muerte de la Virgen). Se exhiben en una pequeña salita y son apenas el resto superviviente del riquísimo conjunto de estampas, próximo a 6.000, que mayormente se perdió en el incendio de 1936.
De importancia aún mayor es la documentación histórica, imprescindible especialmente para los estudiosos del Imperio español. En su fondo bibliográfico de 30 000 libros (repartidos en varias salas) destacan 21 documentos manuscritos de Cristóbal Colón, entre ellos seis cartas y un excepcional dibujo suyo de la costa de la isla de La Española. Se exhiben en vitrinas que usualmente están cubiertas con paños para evitar el deterioro por la luz. También se guarda aquí el rol de marineros que acompañaron a Colón, donde se cita a los hermanos Pinzón. Otros documentos de máxima importancia son el último testamento del rey Fernando el Católico (22 de enero de 1516), las capitulaciones matrimoniales de Juana la Loca y Felipe el Hermoso, una carta remitida por Tiziano al Gran Duque de Alba, otras de Isabel I de Inglaterra y el conde de Aranda, el testamento autógrafo del rey Felipe II, un manuscrito del filósofo Rousseau, una cédula real de concesión de escudo de armas emitida por el emperador Carlos I de España a favor de Francisco Pizarro (1537), un ejemplar de la primera edición de El Quijote, múltiples bulas y documentos expedidos por la Santa Sede, y la Biblia de Alba, rarísima traducción del siglo XV que se salvó de la Inquisición.

### Esculturas
Varias esculturas y bustos decoran las salas del palacio de Liria: desde piezas helenísticas y romanas como una estatua de Venus Genetrix, hasta La duquesa de Ariza, retrato sedente debido a José Álvarez Cubero, autor también de un busto de El duque Carlos Miguel y de otro de Paulina Borghese, copiado de la célebre estatua de Canova. Notables son también la estatua Meleagro de Antonio Solá, varios ejemplos de Lorenzo Bartolini como un retrato del músico Rossini, y sendos bustos del anterior duque y de Cayetana niña esculpidos por Mariano Benlliure. Igualmente destacables son dos bustos del Conde de Aranda modelados en porcelana de Alcora y un modelo en barro de Aniceto Marinas para su famoso Monumento a Velázquez enclavado a las puertas del Museo del Prado. También se guarda aquí una coraza del conde-duque de Olivares, acaso la que reprodujo Velázquez en el famoso retrato ecuestre del Prado.

### Tapices y objetos decorativos
La casa alberga más de cuarenta tapices, de los cuales el más valioso ha de ser uno monumental del siglo XV: Lucha entre griegos y amazonas, y la muerte de la reina Pentesilea, de un ciclo textil sobre La guerra de Troya. Este paño se citaba ya en 1485 en el castillo familiar de Alba de Tormes y es una de las poquísimas pertenencias de los primeros Alba que subsisten en la actual colección. También cuelgan en Liria tres tapices del taller de Willem de Pannemaker sobre la batalla de Jemmingen, acaecida en 1568. Decoran un salón dedicado al Gran Duque de Alba.
Otra sala, llamada de Los Amores de los dioses, exhibe tres tapices copiando diseños de Boucher. El comedor se ornamenta con cuatro grandes tapices de Gobelinos que muestran animales exóticos, llamados Tapicería de las Nuevas Indias; fueron regalados por el rey francés Luis XV a un duque de Alba que ejercía de embajador español en París. El salón de baile está presidido por dos tapices que reproducen retratos de cuerpo entero de Napoleón III y Eugenia de Montijo.
Por desgracia, a principios del siglo XIX abandonó la colección un grupo de tapices de Los Hechos de los Apóstoles según famosos diseños de Rafael Sanzio. Estos tapices habían llegado a España a mediados del siglo XVII, adquiridos en la almoneda de los bienes del difunto Carlos I de Inglaterra, y el duque Carlos Miguel tuvo que venderlos hacia 1827, por dificultades económicas.
Imposible de detallar es la enorme y variada colección de artes decorativas. Gracias al vínculo de los Berwick con Eugenia de Montijo, Liria alberga un valioso muestrario del Segundo Imperio francés, escasamente representado en museos españoles: exquisitas porcelanas de Sèvres, muebles... El Salón Goya cuenta con una mesa de escritorio, de estilo imperio, con ricas aplicaciones de bronce; fue igualmente aportado por la ex emperatriz de Francia.

## Cementerio de mascotas
Los jardines del palacio de Liria, que en origen debieron ser geométricos al gusto francés, fueron remodelados al estilo inglés, más romántico, y nuevamente en la zona trasera al modo versallesco; esta parcela está presidida por un estanque con un grupo escultórico del siglo XVIII. Hay estatuas de animales fantásticos dispersas por varias zonas, y en un rincón se halla un singular cementerio de mascotas, donde los duques han enterrado a sus perros predilectos con curiosas lápidas.

## Galería de obras destacadas

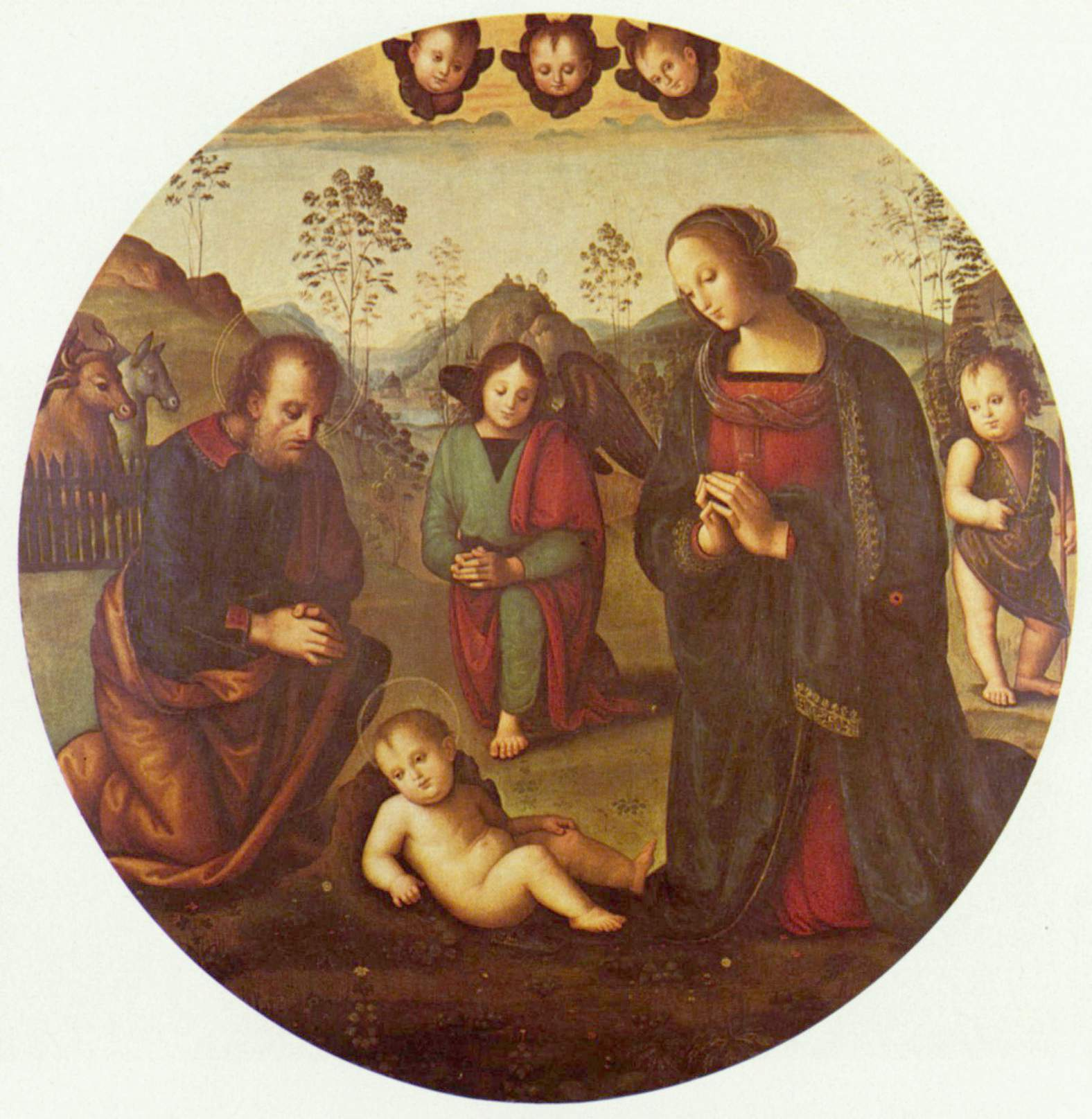
La Natividad, por Perugino
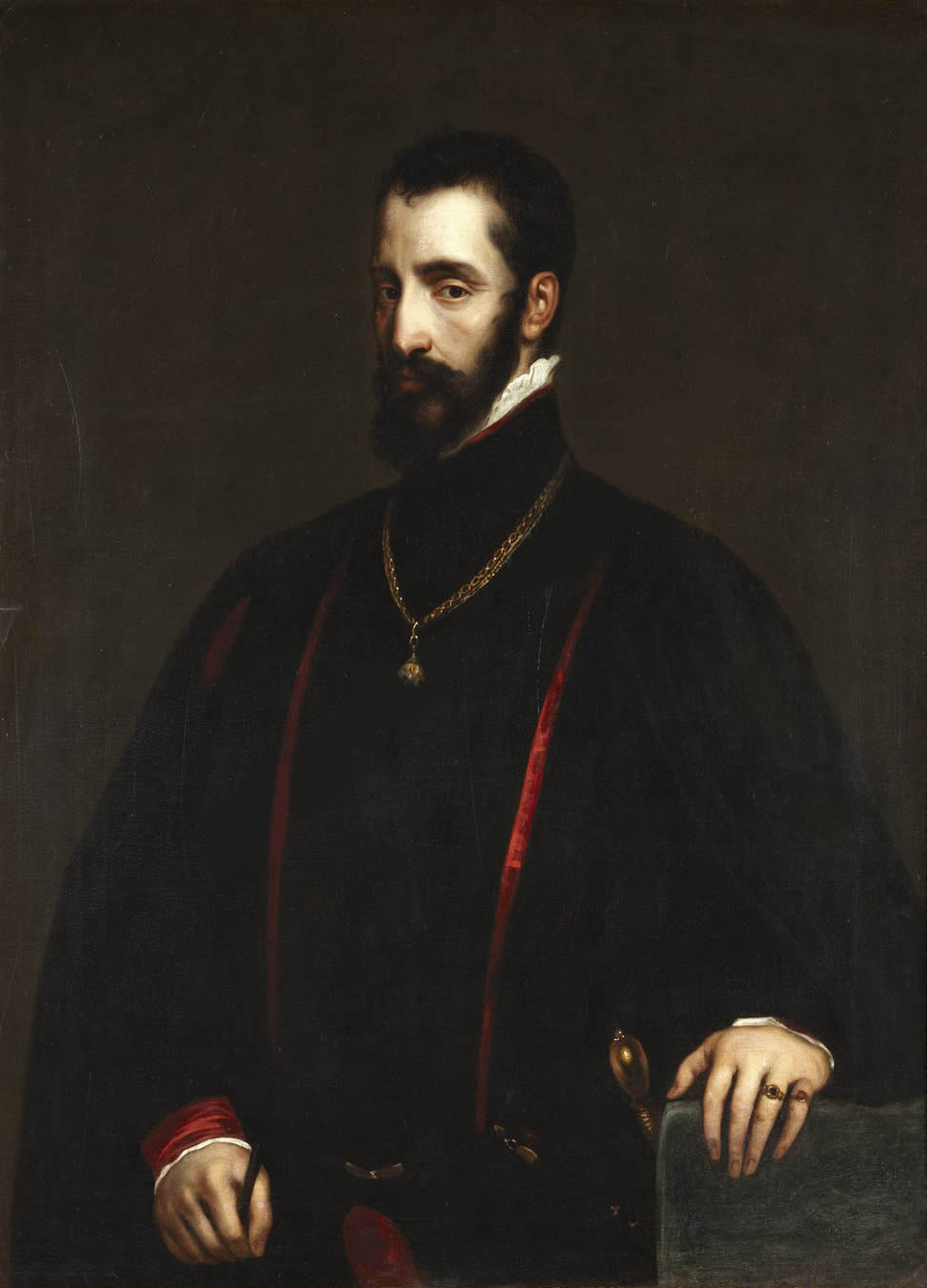
El Gran Duque de Alba joven, copia de un original de Tiziano pintada por Rubens
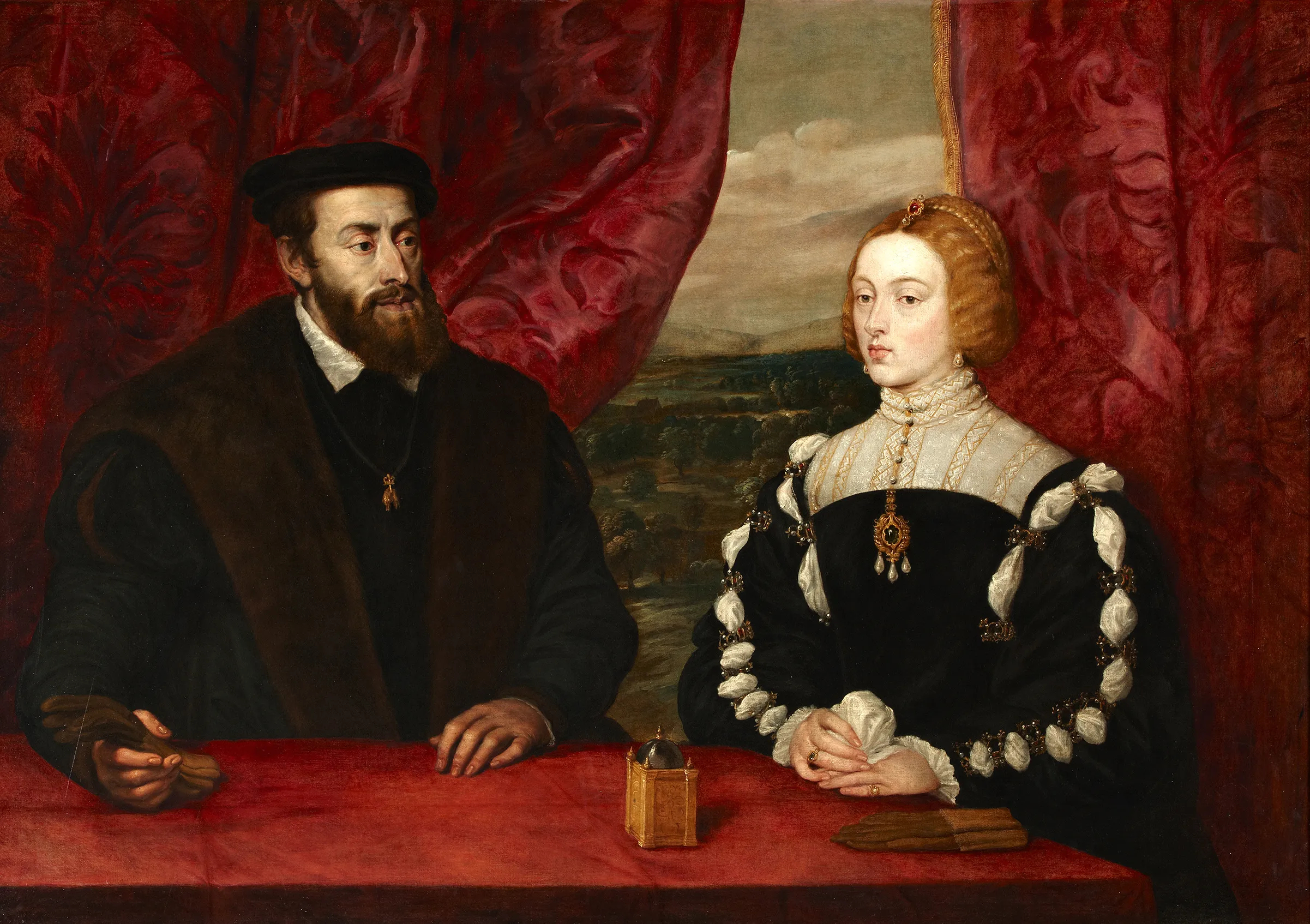
Retrato de Carlos V y la emperatriz Isabel, copia de un original de Tiziano pintada por Rubens
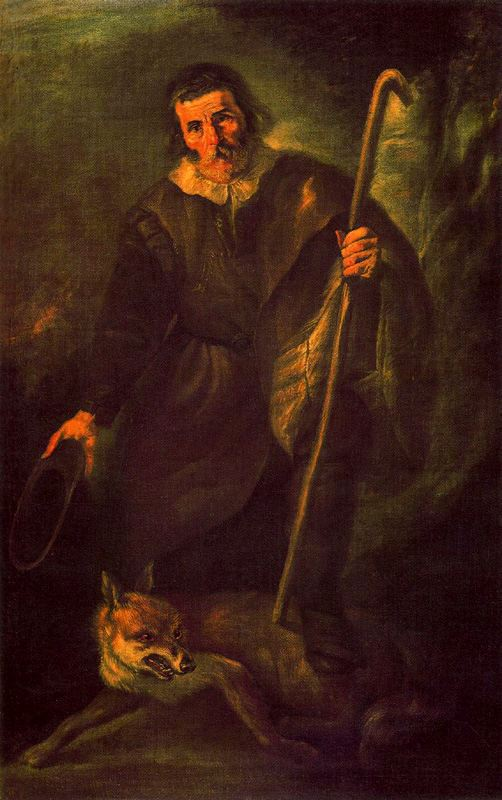
El lobero del rey, por Francisco Rizi
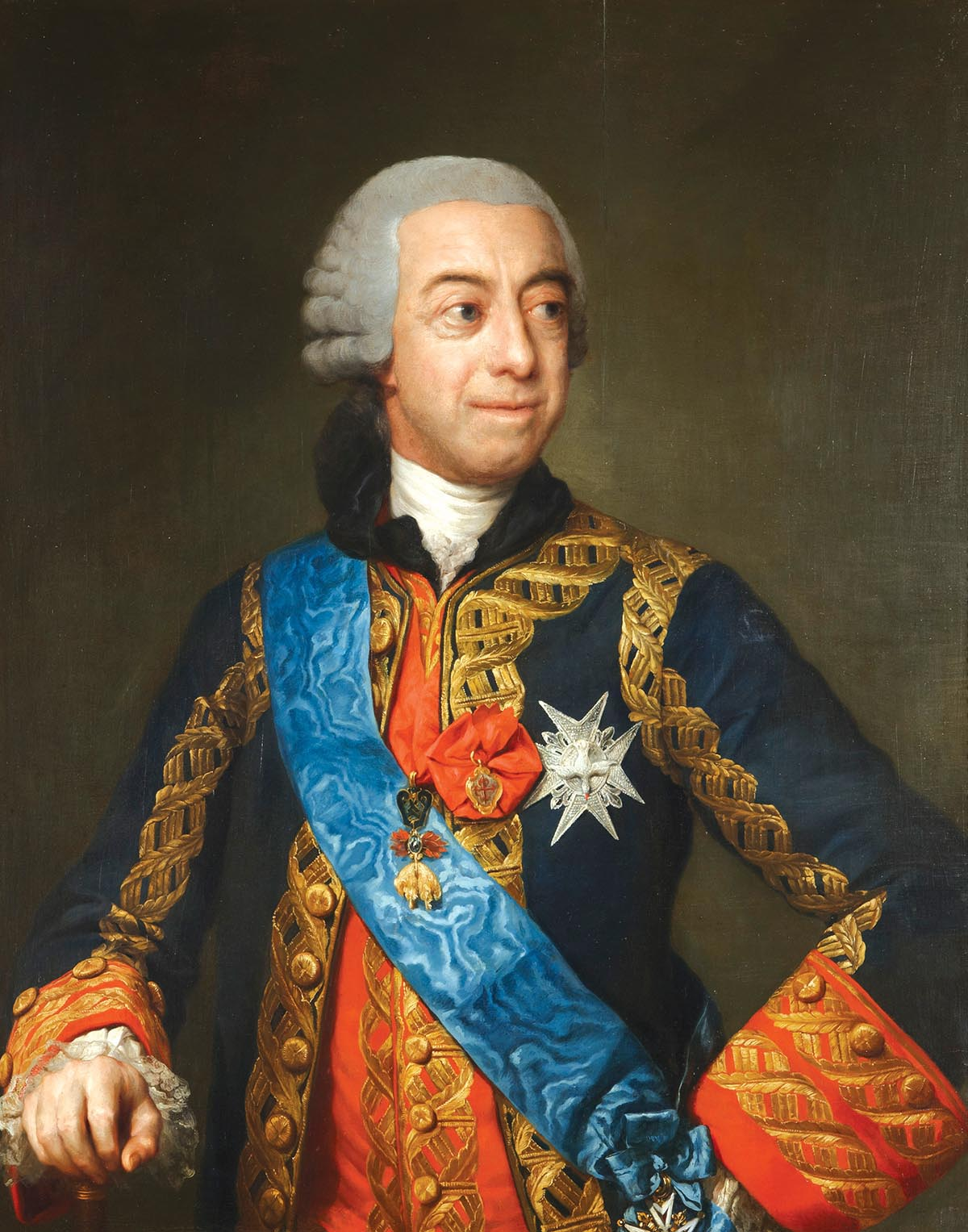
Retrato del XII duque de Alba, por Mengs
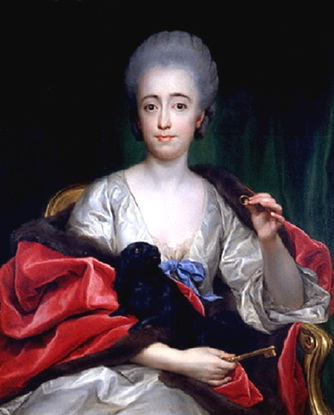
Retrato de la duquesa de Huéscar, por Mengs
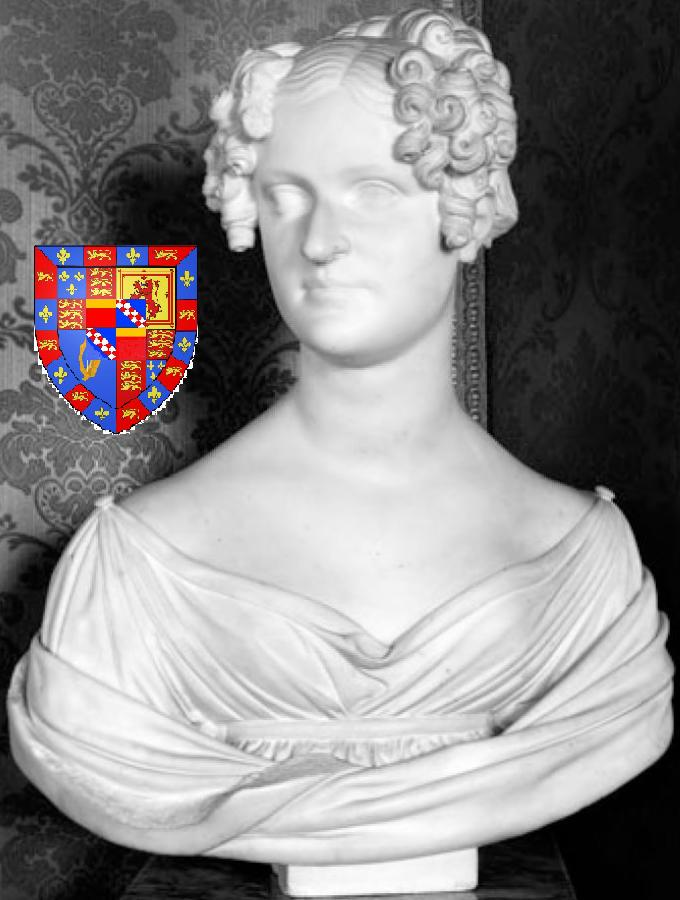
Busto de Rosalía Ventimiglia, duquesa de Berwick, esculpido por Lorenzo Bartolini
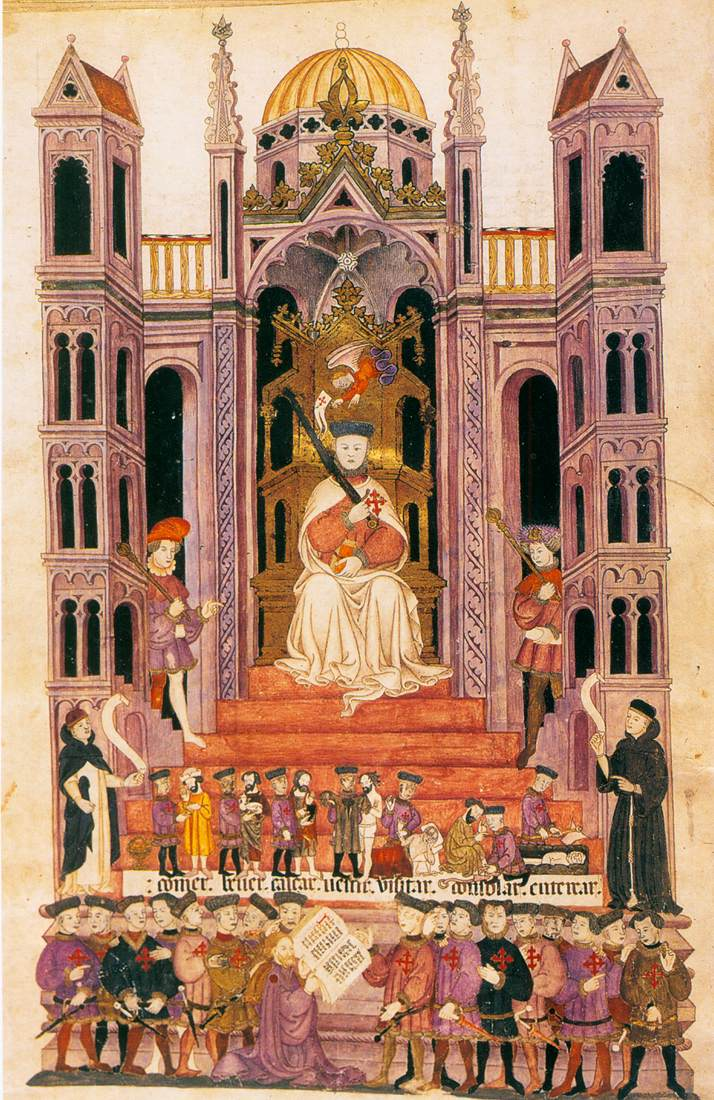
El festín de Baltasar, ilustración de la Biblia de Alba.

## Apertura al público y demás servicios
Como sede y parte de la Fundación Casa de Alba, se permite la visita al palacio de Liria, ubicado en la calle Princesa 20, Madrid. Hasta septiembre de 2019 las visitas eran muy restringidas (solo los viernes, de 11:00 a 13:00) y la lista de espera era bastante amplia pero a partir de esa fecha el palacio se abre diariamente como un museo al uso, con horarios de mañana y tarde, si bien las visitas se hacen en grupos guiados y reducidos, de 20 personas. Se ofrecen audioguías y hay abierta una pequeña tienda. Liria se ha consolidado ya en el circuito museístico madrileño, y en 2024 ha recibido más de 107.000 visitas.
En años precedentes, la Fundación emprendió otras iniciativas para difundir y rentabilizar el palacio, con desiguales resultados. En 2012 se activó un servicio de alquiler de espacios y cáterin que permite emplear algunos salones del edificio para actos empresariales y sociales. Según una costumbre ya habitual en las grandes mansiones británicas, Liria abre sus puertas para visitas guiadas o banquetes, siempre bajo estrictas condiciones. Así, uno de los actos más reseñables celebrados hasta ahora fue un almuerzo de las cúpulas directivas de los equipos de fútbol F. C. Barcelona y Athletic Club, que se reunieron en el comedor del palacio pocas horas antes de la final de la Copa del Rey de 2012. Estos actos son discretos, sin difusión en prensa, por lo cual no trasciende cuántos se celebran al año ni qué impacto económico generan.
Otro paso en la explotación comercial de Liria se anunció en el otoño de 2015: la apertura de un negocio hostelero en las antiguas caballerizas gracias a un acuerdo de arrendamiento suscrito entre los Alba y el empresario Óscar Lozano. Llamado Artys, el local ofrecería no solo copas sino también aperitivos, almuerzos y pequeñas actuaciones musicales y teatrales. Sin embargo, las últimas reseñas de prensa hablaron de la cancelación del proyecto.